# Christy Gibson
Christy Gibson (ค ริ ส ตี้ กิ๊บ สัน) (Ámsterdam, 28 de mayo de 1978) es una cantante neerlandesa nacionalizada tailandesa, que interpreta los géneros folclóricos como el mor lam y luk thung, estilos tradicionales de la música de Tailandia.

## Biografía
Christy Gibson nació en Ámsterdam, Países Bajos y se trasladó a Tailandia cuando era niña con su familia, a sus 6 años de edad. Residió en Korat y en Bangkok.
Christy Gibson tenía un interés por el canto y la música a una edad temprana. Creció en el interior del Tailandia y comenzó a interpretar canciones tradicionales tailandesas. Como adolescente, ella y su familia se trasladó a Bangkok y más adelante se matriculó en un curso de artes escénicas. Ella y sus amigos comenzaron a realizar diversas obras sociales en toda Tailandia, en particular en programas de prevención contra las drogas en las escuelas y centros juveniles.

## Discografía
Álbumes
- Christy Der ka Der (released in 2001 under Wetee Thai)/
- Jum Gun Boh Dai Gah (released in 2001 under Wetee Thai)
- Gulap Wiang Ping (released in 2004 under Sony Music, Tailandia) (enlace roto disponible en Internet Archive; véase el historial, la primera versión y la última).
- Yah Yohm Pae (EP, released in 2011 independently)

Sencillos
- Tah Lohk Mai Leua Poochai Suk Kon (released in 2012 independently)
- Neua Koo Kohng Chun Gert Reuyung Noh (released in 2012 independently)

Duetos (con Jonas Anderson)
- Ram Tone Ram Thai (released in 2005 under Sony Music, Tailandia)
- Noom Tam Lao Sao Tam Thai (released in 2007 under Mangpong)
- Jonas and Christy (released in 2009 independently)

Presentaciones
- Song: Glai Roong

Álbum: H.M. Blues
By: His Majesty King Bhumibol Adulyadej – King of Thailand
- Song: Sai Tan Nam Pratai

Album: Mae Haeng Chat (special album produced in honor of HM Queen Sirikit's 72nd birthday)
By Artist: Various Artists
Remarks: Sung in duet with Jonas Anderson